# رزیدنت ایول: بازمانده ۲: کد ورونیکا
رزیدنت ایول: بازمانده ۲: کد ورونیکا (به انگلیسی: Resident Evil survivor 2: code veronica) عنوان یک بازی ویدئویی از مجموعه بازی‌های رزیدنت ایول است که در سال ۲۰۰۲ برای کنسول پلی‌استیشن ۲ عرضه شد. این بازی از حین داستان مرتبط به بازی رزیدنت ایول کد: ورونیکا ست و ارتباطی به رزیدنت ایول: بازمانده ندارد.

## شخصیت‌ها
کلر ردفیلد
استیو بورنساید
هر دو بازیکن قابل بازی هستند. نمسیس نیز به عنوان یکی از دشمنان در این بازی حضور دارد.

## سبک بازی
این بازی به سبک اول شخص است.